# ザヴォン・ハインズ
ザヴォン・ハインズ（Zavon Hines, 1988年12月27日 - ）は、ジャマイカ・キングストン出身の元サッカー選手。現役時代のポジションはフォワード。

## 来歴

### クラブ
1988年にジャマイカで生まれるが、すぐにイギリス・ロンドンへと移住する。
地元ロンドンのクラブチームの1つであるウェストハム・ユナイテッドFCのアカデミーでサッカーを学び、そのままウェストハムのリザーブチームへと昇格を果たす。すると、2008年に対戦したコヴェントリー・シティFCのリザーブチームの監督であったクリス・コールマンの目に留まり、コヴェントリーへの期限付き移籍を果たす。
結局、コヴェントリーには約5か月しか在籍せず、2008年夏にはウェストハムへと帰還する。しかしながら膝の怪我で2008-2009シーズンの大半を棒に振ってしまい、活躍の喜界を得られずシーズンを終える。
それでも2009年3月にチームとの契約延長を果たすと、2009-2010シーズンのプレシーズンマッチでブレイク、プレミアリーグ屈指のドリブラーとして評価を受け、一気にレギュラー争いの中心に駆け上がることとなった。
2015-16シーズンは膝の負傷の影響により6試合の出場に留まり、カンファレンス・ナショナルへの降格が決定したダゲナム・アンド・レッドブリッジFCを退団。2016年12月20日、トライアルを経てフットボールリーグ1のサウスエンド・ユナイテッドFCとシーズン終了までの契約を結んだ。
2017年8月18日、メイドストーン・ユナイテッドFCに1年契約で移籍した。
2019年2月、現役引退を発表。

### 代表
代表チームとしては、生まれ故郷であるジャマイカ代表の招集を2009年2月に受け、ナイジェリア戦に帯同するも、この試合に出場することはなかった。
すると、同年10月に今度は21歳以下のイングランド代表へと招集を受けてこれを受諾、U-21マケドニア代表戦に出場し2得点という華々しい国際戦デビューを飾っている。

## 所属クラブ
- ウェストハム・ユナイテッドFC 2006-2011
→  コヴェントリー・シティFC 2008 (loan)
- バーンリーFC 2011-2012
→  AFCボーンマス 2012 (loan)
- ブラッドフォード・シティAFC 2012-2013
- ダゲナム・アンド・レッドブリッジFC 2013-2016
- サウスエンド・ユナイテッドFC 2016-2017
- メイドストーン・ユナイテッドFC 2017-